# Georg Schulz (Ministerialbeamter)

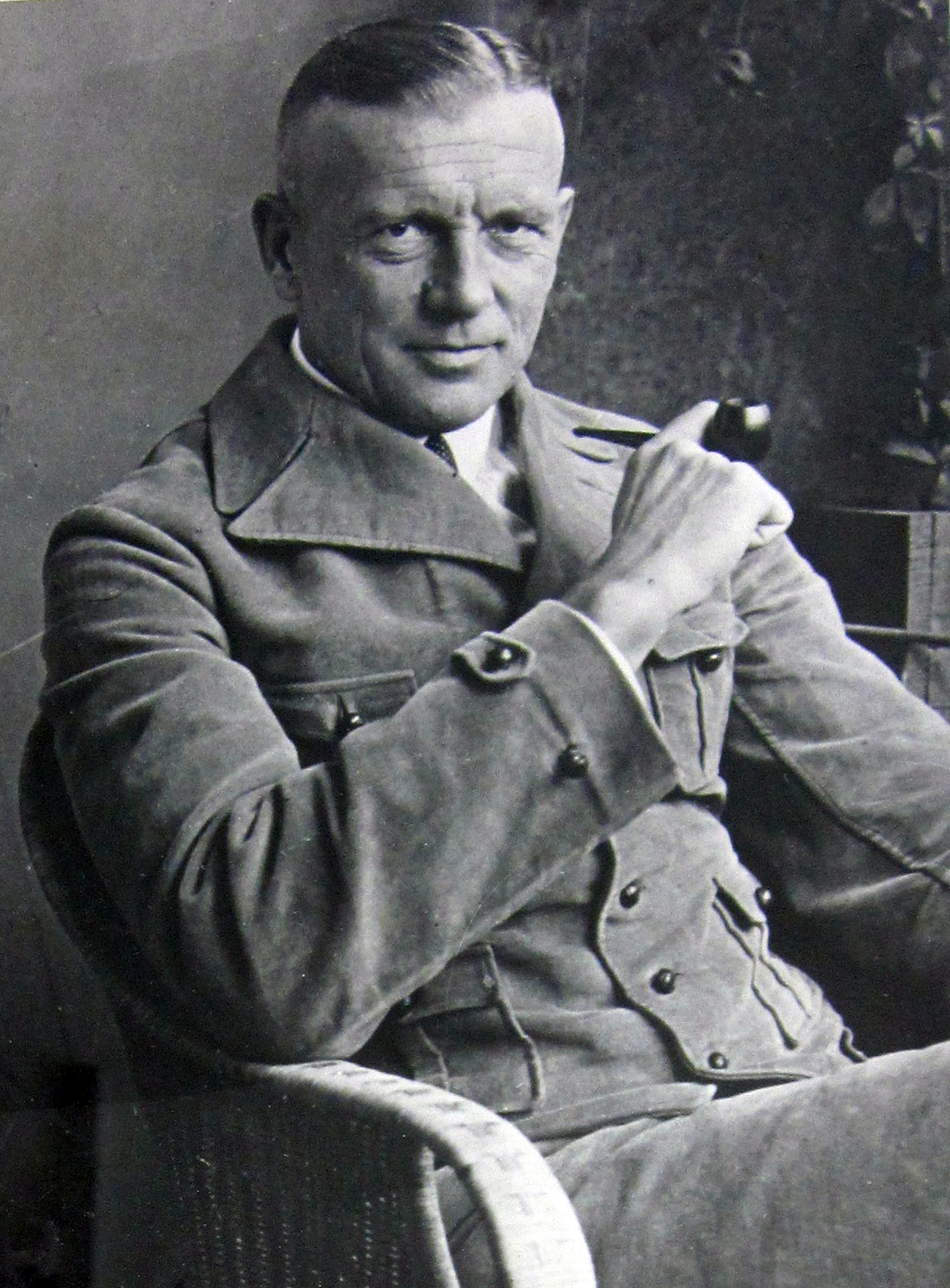
Georg Schulz

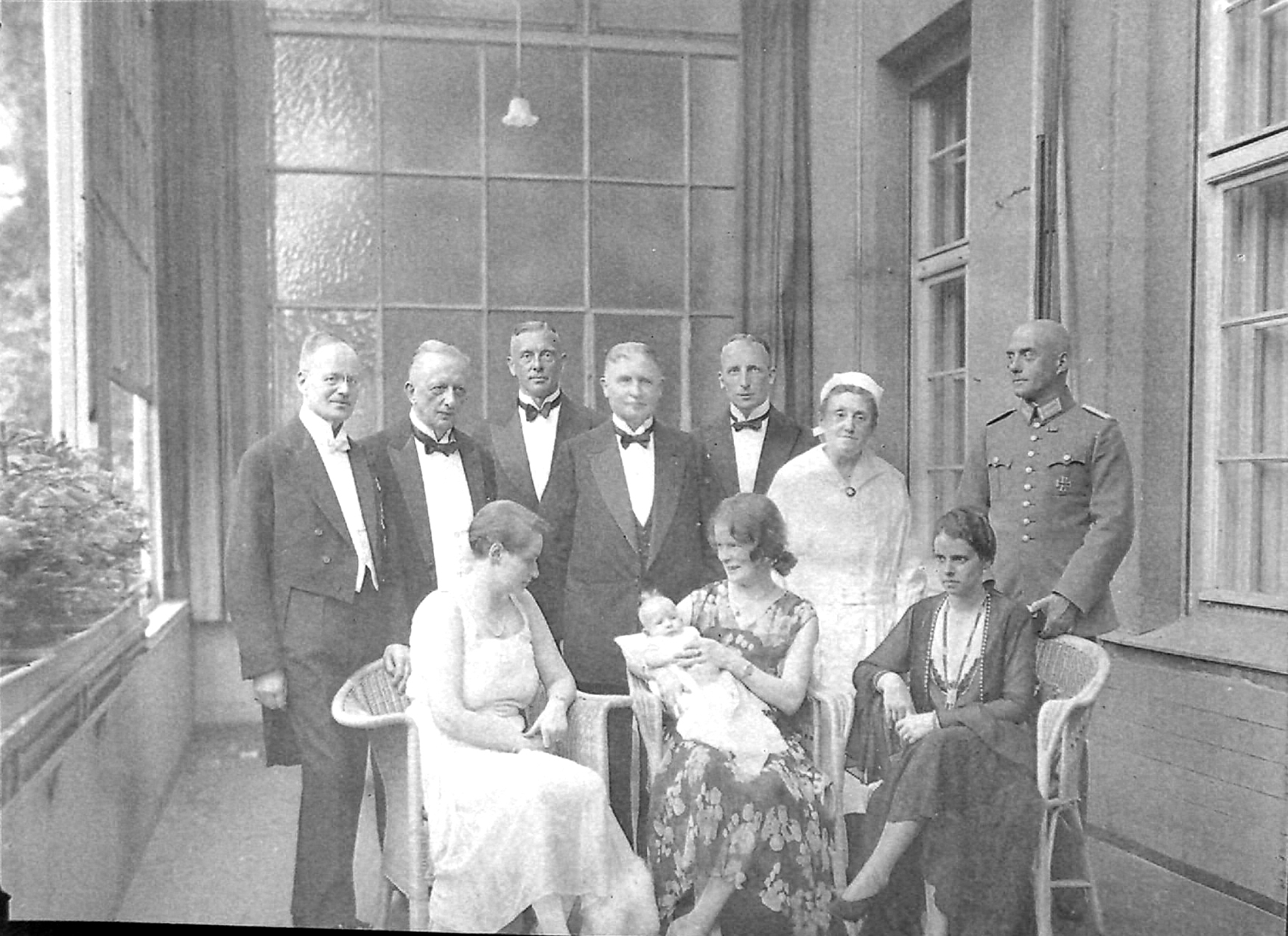
Tauffeier Reichswehrminister Groener

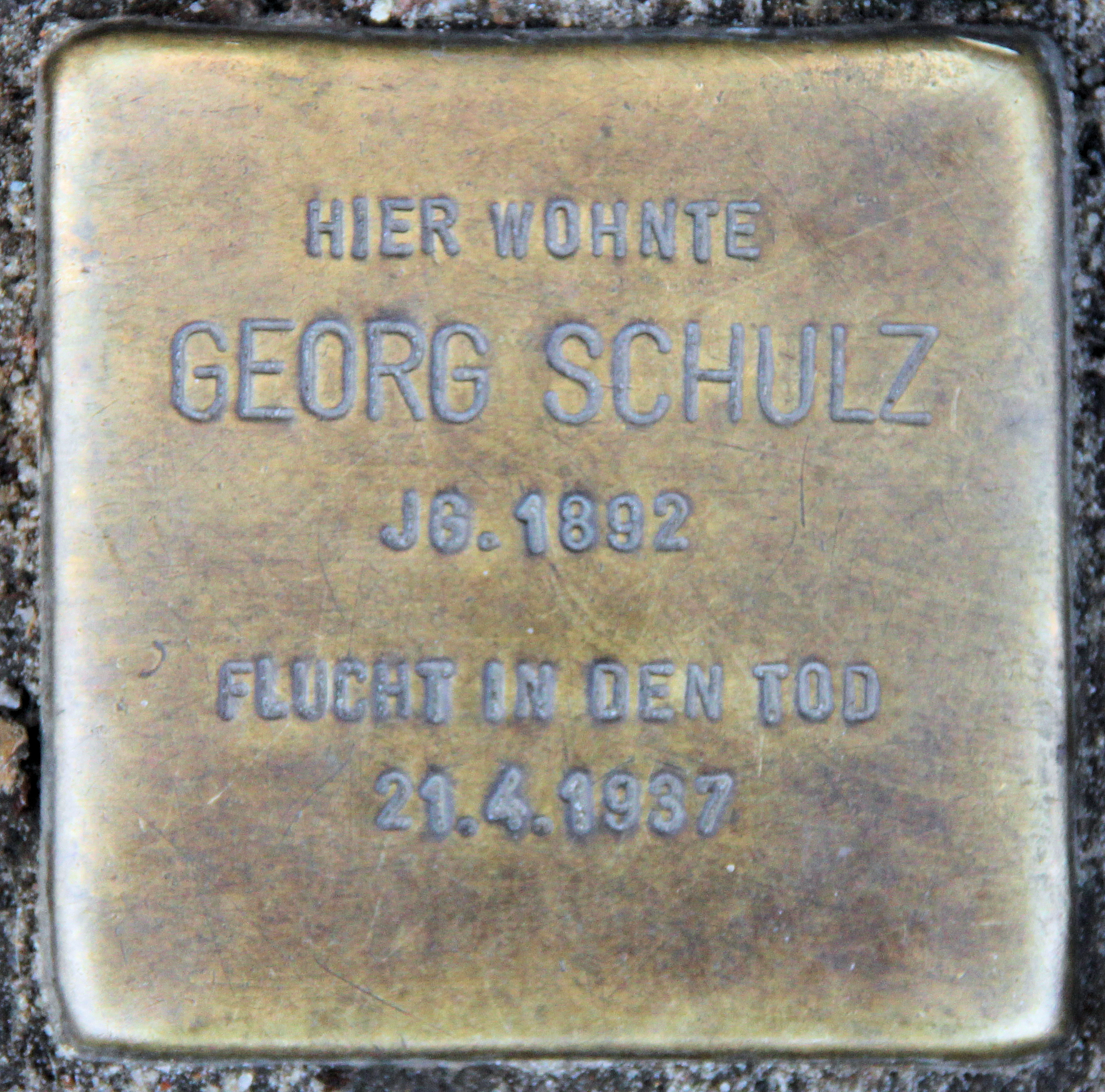
Stolperstein, Leibnizstraße 86, Berlin-Charlottenburg

Hans Georg Oskar Schulz (* 5. August 1882 in Speichrow; † 21. April 1937 in Berlin) war in leitender Verantwortung für das Olympische Dorf Berlin der Olympischen Sommerspiele 1936.

## Leben
Schulz wurde als Sohn des Brauereigutsbesitzers Emil Oskar Schulz und dessen Ehefrau Juliane Franziska, geb. Reglitz, geboren. Nach dem Studium der Rechtswissenschaften in Heidelberg und Militärdienst beim Fußartillerie-Regiment „General-Feldzeugmeister“ (Brandenburgisches) Nr. 2 war er als Oberintendanturrat im Hauptquartier des V. Armee-Korps in Posen eingesetzt. Im Ersten Weltkrieg diente Schulz als Hauptmann und wurde mit dem Eisernen Kreuz II. und I. Klasse ausgezeichnet.

## Tätigkeit im Reichswehrministerium
Schulz trat 1920 in das Reichswehrministerium ein und ist dort seit 1921 im Ministerbüro unter den Reichsministern Otto Geßler, Wilhelm Groener und Werner von Blomberg zunächst als Oberregierungsrat und dann als Ministerialrat nachweisbar. 1921 war er Mitgründer, Gesellschafter und seit 1926 Aufsichtsratsvorsitzender der Wohnbau GmbH. 1928 wurde Schulz zum "Kommissar für die Abwicklung einzelner noch in Verwaltung von Dienststellen der Heeresleitung befindlicher nicht haushaltsrechtlich zugelassener Fonds" und damit zuständig für die Aufklärung der Lohmann-Affäre, ernannt. Am 30. Juni 1934, dem Tag des so genannten Röhm-Putsches wurde er aus dem Ministerbüro entfernt und in das Heeresverwaltungsamt versetzt.

## Tätigkeit für das Olympische Dorf Berlin
Schulz war als Leiter des Bauausschusses des Olympischen Dorfes Berlin unter anderem verantwortlich für die Zusammenarbeit zwischen Heeresverwaltung und den ausführenden Firmen und die Inneneinrichtung. Beim Richtfest am  25. September 1935 hielt Schulz die Hauptrede im Namen des Bauausschusses, vermied dabei aber jegliche Referenz an die Nationalsozialistische Führung wie etwa den Deutschen Gruß. In Anerkennung seiner besonderen Leistung wurde Schulz mit dem Olympia-Ehrenzeichen I. Klasse ausgezeichnet.

## Freitod
Am 21. April 1937 beging Schulz Selbstmord im Dienstsitz der Heeresverwaltung, um sich seiner Verhaftung durch die Gestapo wegen seiner Homosexualität zu entziehen. Seit 2005 erinnert an ihn ein Stolperstein vor seinem letzten Wohnhaus in der Leibnizstraße 86 in Berlin-Charlottenburg.

## Ehrungen und Auszeichnungen
- Roter Adlerorden IV. Klasse[3]
- Landwehrdienstauszeichnung I. Klasse[3]
- Herzoglich Sachsen-Ernestinischer Hausorden Ritterkreuz I. Klasse[3]
- Verdienstkreuz zum Fürstlich Waldeckschen Verdienstorden IV. Klasse
- Eisernes Kreuz (1914) II. und I. Klasse[3]
- Franz-Joseph-Orden[3]
- Hanseatenkreuz Hamburg[3]
- Deutsches Olympia-Ehrenzeichen I. Klasse[7]